# Les Authieux-Papion
Pour les articles homonymes, voir Les Authieux et Papion (homonymie).
Les Authieux-Papion est une ancienne commune française située dans le département du Calvados en région Normandie.
Le 1er janvier 2017, elle prend le statut administratif de commune déléguée au sein de la nouvelle commune de Mézidon Vallée d'Auge de statut administratif commune nouvelle.
Elle est peuplée de 62 habitants.

## Toponymie
Le nom de la localité est attesté sous les formes Ecclesia de Altaribus Papionis vers 1350 (pouillé de Lisieux, p. 46), Les Ostieux-Papion en 1585 (papier terrier de Falaise), Les Ostieux-Papion en 1778 (dénombrement d’Alençon).
En ancien français, les autels — ou, comme ici, plus communément en Normandie les authieux — designait un lieu de culte muni de plusieurs autels, mais de faible importance.
Papion est un nom de seigneurs.

## Histoire
Le 1er janvier 2017, Les Authieux-Papion intègre avec treize autres communes la commune de Mézidon Vallée d'Auge créée sous le régime juridique des communes nouvelles instauré par la loi no 2010-1563 du 16 décembre 2010 de réforme des collectivités territoriales. Les communes des Authieux-Papion, de Coupesarte, de Crèvecœur-en-Auge, de Croissanville, de Grandchamp-le-Château, de Lécaude, de Magny-la-Campagne, de Magny-le-Freule, du Mesnil-Mauger, de Mézidon-Canon, de Monteille, de Percy-en-Auge, de Saint-Julien-le-Faucon et de Vieux-Fumé deviennent des communes déléguées et Mézidon-Canon est le chef-lieu de la commune nouvelle.

## Politique et administration

### Liste des maires
| Période                                  | Période       | Identité             | Étiquette | Qualité                         |
| ---------------------------------------- | ------------- | -------------------- | --------- | ------------------------------- |
| Les données manquantes sont à compléter. |               |                      |           |                                 |
| ?                                        | 1979          | - Perthuis           |           |                                 |
| 1979                                     | décembre 2016 | Jean-Pierre Perthuis | SE        | Agriculteur (fils du précédent) |

### Liste des maires de la commune déléguée
| Période      | Période  | Identité             | Étiquette | Qualité     |
| ------------ | -------- | -------------------- | --------- | ----------- |
| janvier 2017 | En cours | Jean-Pierre Perthuis | SE        | Agriculteur |

## Population et société

### Démographie
L'évolution du nombre d'habitants est connue à travers les recensements de la population effectués dans la commune depuis 1793. À partir du 1er janvier 2009, les populations légales des communes sont publiées annuellement dans le cadre d'un recensement qui repose désormais sur une collecte d'information annuelle, concernant successivement tous les territoires communaux au cours d'une période de cinq ans. 
Pour les communes de moins de 10 000 habitants, une enquête de recensement portant sur toute la population est réalisée tous les cinq ans, les populations légales des années intermédiaires étant quant à elles estimées par interpolation ou extrapolation. Pour la commune, le premier recensement exhaustif entrant dans le cadre du nouveau dispositif a été réalisé en 2004,.
En 2021, la commune comptait 62 habitants, en évolution de −25,3 % par rapport à 2015 (Calvados : +1,58 %, France hors Mayotte : +2,49 %).
| 1793 | 1800 | 1806 | 1821 | 1831 | 1836 | 1841 | 1846 | 1851 |
| ---- | ---- | ---- | ---- | ---- | ---- | ---- | ---- | ---- |
| 222  | 235  | 203  | 187  | 178  | 182  | 183  | 177  | 161  |

| 1856 | 1861 | 1866 | 1872 | 1876 | 1881 | 1886 | 1891 | 1896 |
| ---- | ---- | ---- | ---- | ---- | ---- | ---- | ---- | ---- |
| 134  | 140  | 133  | 130  | 116  | 145  | 122  | 117  | 102  |

| 1901 | 1906 | 1911 | 1921 | 1926 | 1931 | 1936 | 1946 | 1954 |
| ---- | ---- | ---- | ---- | ---- | ---- | ---- | ---- | ---- |
| 95   | 90   | 95   | 116  | 110  | 88   | 71   | 78   | 116  |

| 1962 | 1968 | 1975 | 1982 | 1990 | 1999 | 2004 | 2009 | 2014 |
| ---- | ---- | ---- | ---- | ---- | ---- | ---- | ---- | ---- |
| 94   | 78   | 78   | 61   | 53   | 60   | 72   | 58   | 82   |

| 2018 | - | - | - | - | - | - | - | - |
| ---- | - | - | - | - | - | - | - | - |
| 62   | - | - | - | - | - | - | - | - |